# Habeas corpus numérique
L'Habeas Corpus Numérique est un concept désignant les normes qui ont vocation à concilier  les nouvelles technologies avec le respect des libertés individuelles. À la suite des  polémiques concernant les règles de confidentialité de Facebook et Google, la Ministre chargée de l’Économie Numérique, Fleur Pellerin, a annoncé son souhait de déposer un projet de loi encadrant la protection des données personnelles.

## Origine de la formule
L’'habeas corpus numérique' est une formule imaginée par François Zimeray ,  et définie comme « l’ensemble des règles et principes applicables au domaine des technologies de l’information et du stockage de données numériques, visant à rendre compatible le développement de la société de l’information avec le respect des droits individuels et des libertés fondamentales. » Les nouvelles technologies sont porteuses de promesses pour les droits de l’Homme, elles permettent l’accès à l’éducation, à l’économie, et de développer des appartenances sociales numériques. 
Mais, elles constituent aussi des menaces sur les droits fondamentaux : instruments de propagande, de surveillance, de manipulation, d’écrasement de la diversité culturelle. Elles favorisent, également, l’avènement d’une pensée unique globale. Elles peuvent compromettre le respect de la vie privée et remettent en cause des notions présentes dans toutes les civilisations juridiques comme le pardon et les effets de l’oubli. Bref, elles portent autant de  progrès que de menaces. 
C’est tout l’enjeu de l’Habeas Corpus Numérique que de limiter ces menaces par l’édiction d’un ensemble de principes applicables aux domaines de la circulation et du stockage des informations. Chargé par Bernard Kouchner d’établir une stratégie pour les droits de l’Homme dans l’action extérieure de la France, l’Ambassadeur François Zimeray a proposé cette formule.

## Des inquiétudes sur les nouvelles technologies soulignées par la CNIL
Le 2 octobre, la Cnil a exprimé sa préoccupation concernant les modifications « récurrentes et unilatérales » des règles de confidentialité de Facebook, à la suite du « faux beug » qui a fait craindre aux abonnés français que leurs messages personnels soient publiés sur leur page publique. La Cnil a rappelé à Facebook "la  nécessité d'une plus grande transparence vis-à-vis des utilisateurs quant à l'usage de leurs données personnelles ».

## Le gouvernement français promeut l’Habeas Corpus Numérique
En octobre 2012, la Ministre chargée de l’Économie numérique, Mme Fleur Pellerin, a déclaré devant la commission des Affaires économiques, qu’un projet de loi destiné à garantir la protection des données personnelles sur Internet, sera proposé "Je pense que nous pouvons nous engager à proposer au Parlement dans le courant de l'année 2013, vraisemblablement au premier semestre, un projet de loi sur ces questions, sur un corpus de règles qui permettrait de garantir la protection des données personnelles et la vie privée sur Internet", "les fichiers se multiplient et il faut réguler ce foisonnement de traitement de données pour rassurer et assurer un bon équilibre entre la liberté d'expression qui doit prévaloir sur Internet et la protection des données". 
La ministre a précisé que cette « réflexion » sera menée avec la ministre de la Justice, Mme Christiane Taubira, et le ministre de l'Intérieur, M. Manuel Valls.
Cette annonce faisait suite aux critiques des autorités de protections des données des 27 pays membres de l'UE contre le géant de l'Internet Google concernant ses règles de protection de la vie privée, et peu de temps après « le faux-beug facebook » "« Il est compliqué y compris pour des gens très avertis de savoir comment protéger leurs données personnelles et quelles options cocher pour savoir ce qui va être diffusé ou pas, il y a un grand besoin de pédagogie » a rappelé la ministre Fleur Pellerin.